# خوزه بانیون
خوزه بانیون (انگلیسی: José Bañón; ۱۹ آوریل ۱۹۲۲ – ۲۱ آوریل ۱۹۸۷) بازیکن فوتبال اهل اسپانیا بود.
از باشگاه‌هایی که در آن بازی کرده‌است می‌توان به باشگاه فوتبال الچه و باشگاه فوتبال رئال مادرید اشاره کرد.
وی همچنین در تیم ملی فوتبال اسپانیا بازی کرده‌است.